# 乡土竹
乡土竹（学名：Bambusa indigena）为禾本科簕竹属下的一个种。

## 扩展阅读
- 維基物種上的相關：乡土竹